# Auferstehungskirche (Hamburg-Barmbek)
Koordinaten: 53° 35′ 31″ N, 10° 3′ 7″ O

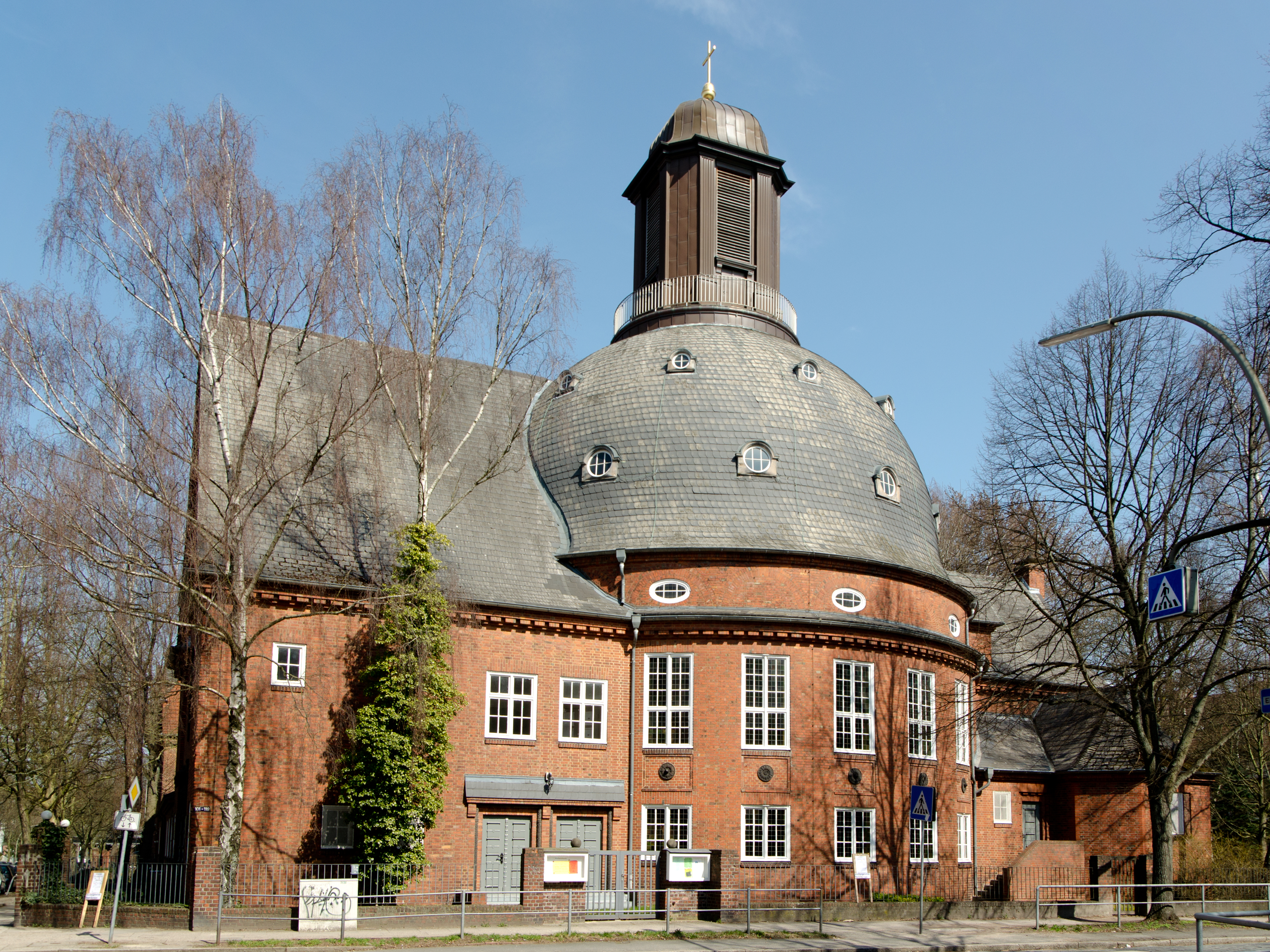
Auferstehungskirche

Die Auferstehungskirche in Hamburg-Barmbek-Nord, nach ihrem Standort auch „Kirche am Tieloh“ genannt, ist die Kirche der Evangelisch-Lutherischen Kirchengemeinde Nord-Barmbek.  Die Gemeinde gehört zum Kirchenkreis Hamburg-Ost der Evangelisch-Lutherischen Kirche in Norddeutschland.

## Geschichte

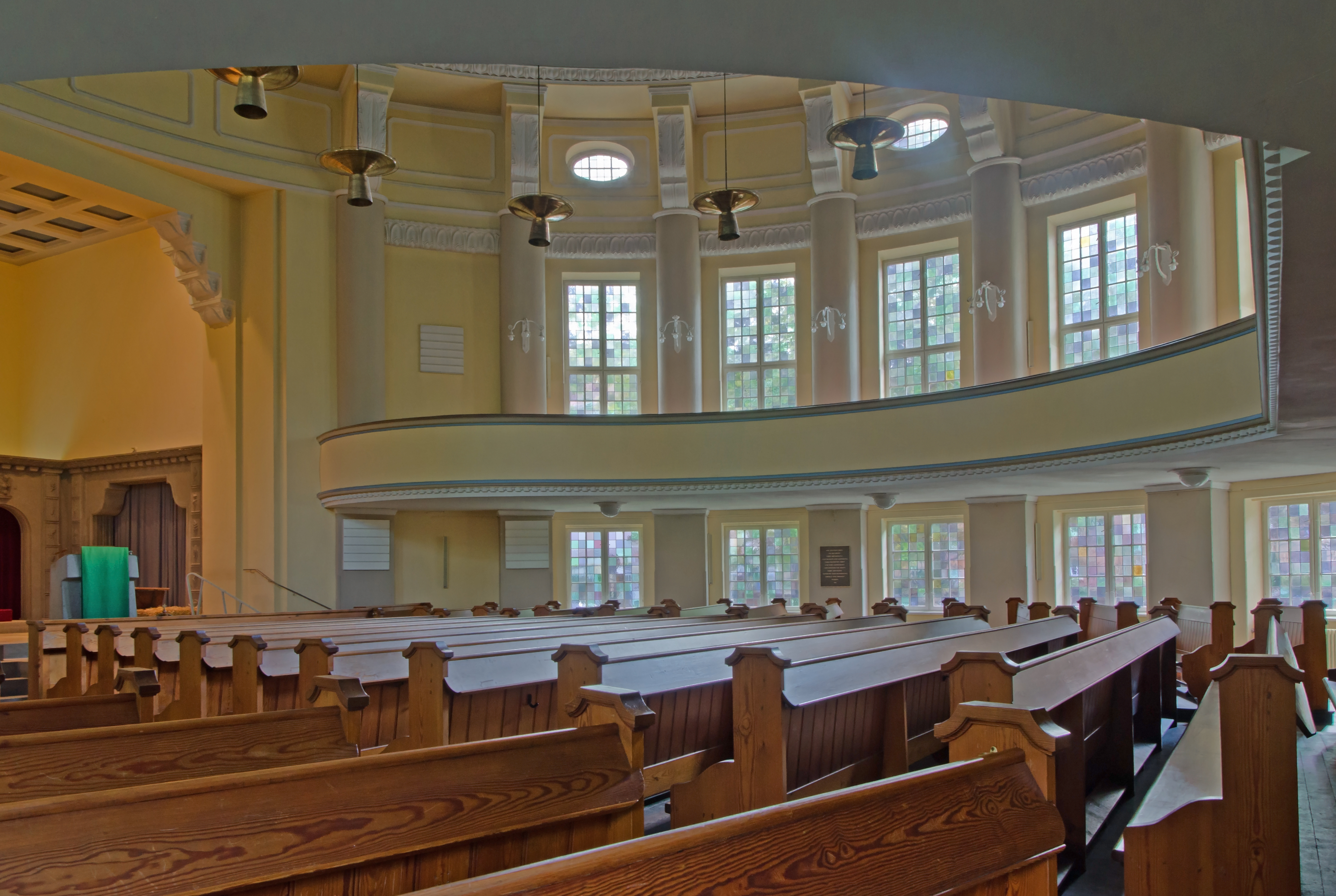
Innenraum der Kirche

Die Bevölkerung Barmbeks wurde über viele Jahrhunderte durch Kirchen in der Nachbarschaft betreut. Während des Dreißigjährigen Krieges waren die Barmbeker in St. Jacobi eingepfarrt. 1629 erfolgte eine Umgemeindung nach St. Georg. Nach 1885 wurde die St.-Gertrud-Kirche in Hamburg-Uhlenhorst die Gemeindekirche für Barmbek. Erst 1900 entstand mit der katholischen Pfarrkirche St. Sophien die erste Kirche in Barmbek. 1903 erfolgte die Weihe der Heiligengeistkirche im Zentrum des ehemaligen Dorfes.
Der Barmbeker Kirchenvorstand hielt einen weiteren Kirchenbau in Nord-Barmbek, wo in dieser Zeit etwa 20.000 Menschen lebten, für notwendig und wünschte einen Gruppenbau aus Kirche und Gemeindehaus mit verschiedenen Versammlungsräumen. Erklärtes Ziel war es, die Gemeindebildung mit außergottesdienstlichen Vorträgen und Jugendpflege zu fördern. Das Grundstück an der Ecke Tieloh und Hellbrookstraße wurde im Juni 1913 zur Verfügung gestellt, und es wurden vier Architekten beauftragt, Pläne zu erarbeiten.
Nach einstimmiger Entscheidung der unter anderem mit Wilhelm Emil Meerwein besetzen Jury gewann der Entwurf des damals erst 33-jährigen Camillo Günther. Sein Plan, der sich am Wiesbadener Programm orientierte, sah die Kirche an der Straßenkreuzung Tieloh/Hellbrookstraße vor und setzte das Gemeindehaus mit seinem Steilgiebel weiter nördlich an den Tieloh. Beide Gebäude sollten durch zwei etwas zurückliegende Pastorate miteinander verbunden werden, so dass ein verbundenes kirchliches Ensemble entstehen sollte.
Die für den Baubeginn erforderliche erste Rate in Höhe von 100.000 Mark wurde im August 1913 und erneut im Januar 1914 beantragt, jedoch nicht genehmigt, obwohl es in Barmbek 1914 schon 108.056 Gemeindeglieder gab, für die nach wie vor nur die kleine Heiligengeistkirche zur Verfügung stand. Der Einsatz verschiedener Fürsprecher sowie eine Unterschriftensammlung mittels Flugblättern überzeugten letztendlich. Im September 1915 wurde die Summe von 205.000 Mark von der Synode bewilligt. Ein letztes Hindernis war der durch den inzwischen begonnenen Krieg truppendienstpflichtig gewordene Architekt. Die Militärkommission des Senats ließ Camillo Günther jedoch einige Zeit zurückstellen. Am 23. Januar 1916 wurde der Grundstein gelegt, und am  16. Mai 1920 wurde die Kirche geweiht. Das Gemeindehaus konnte erst deutlich später, am 2. Dezember 1927, eingeweiht werden. Die weitgehende Zerstörung Barmbeks im Zweiten Weltkrieg überstand die Kirche ohne Schäden. Das nur wenige Meter entfernte Gemeindehaus wurde jedoch erheblich beschädigt.

## Baubeschreibung
Die Auferstehungskirche ist ein klinkerverblendeter Betonbau, welcher als Rundkirche mit angefügter Altarnische ausgeführt ist. Die Kuppel besteht aus einer inneren Flachkuppel und einer hohen äußeren Kuppel auf Betonrippen, welche die Kuppelschale und die von außen sichtbare Laterne im barocken Stil mit den Glocken trägt. Es gibt 400 Sitzplätze im Kirchenschiff und weitere 230 Sitzplätze auf der Empore.
Der keramische äußere Bauschmuck von Richard Kuöhl umfasst den von Engeln gehaltenen Spruch über dem Hauptportal, die Köpfe von Melanchthon und Luther über der Eingangsfront, das keramische Kreuz an der Hauptfassade, die Uhr und die Umrahmungen der Portale sowie die Halbreliefs an der Brüstung, welche Szenen aus der Bibel darstellen.
Das Ensemble, bestehend aus Kirche, Gemeindesaal, Zwischentrakt, Pastorat und Gartenhof, wurde 2000 in die Hamburger Denkmalschutzliste eingetragen.

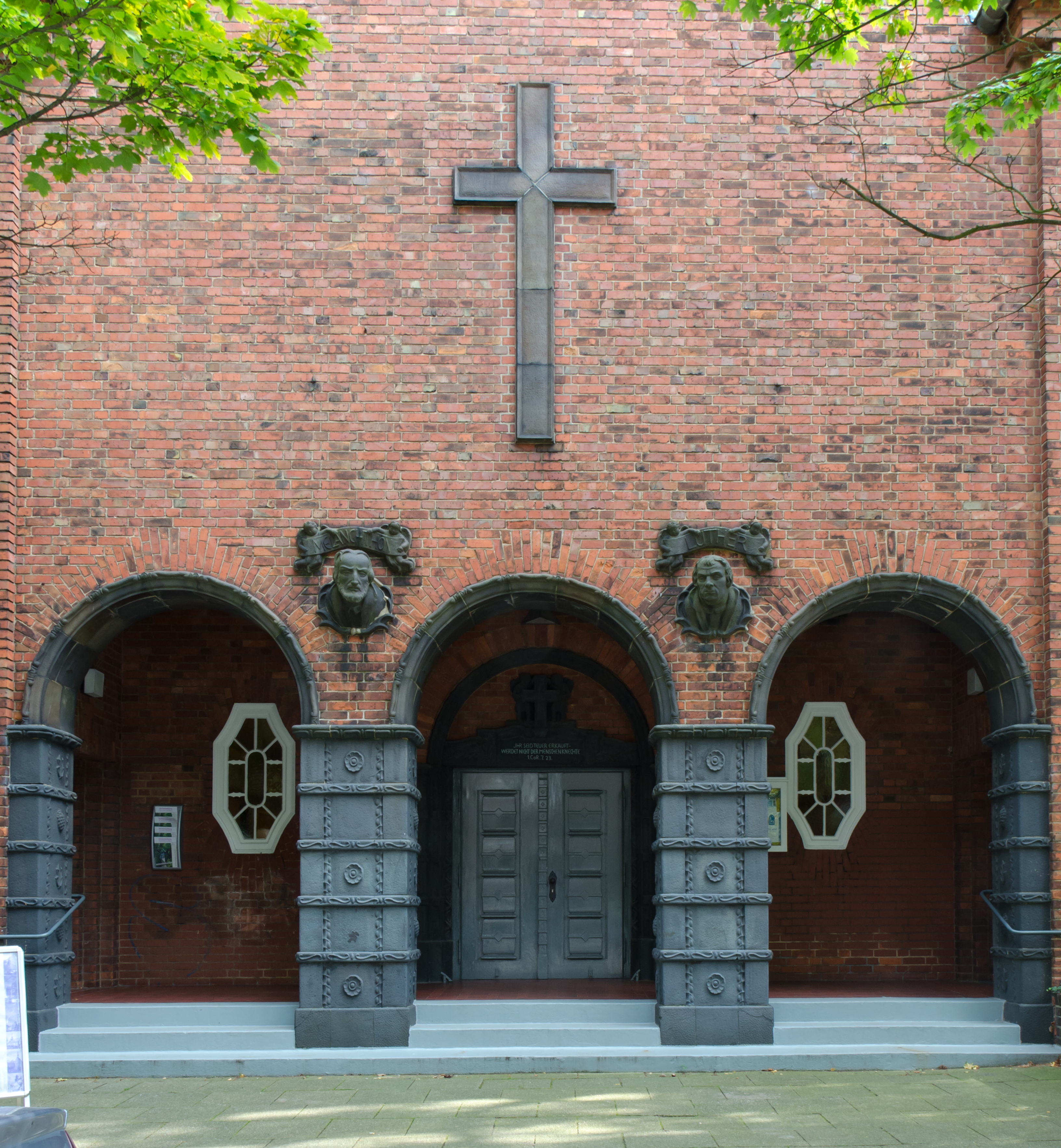
Eingangsbereich
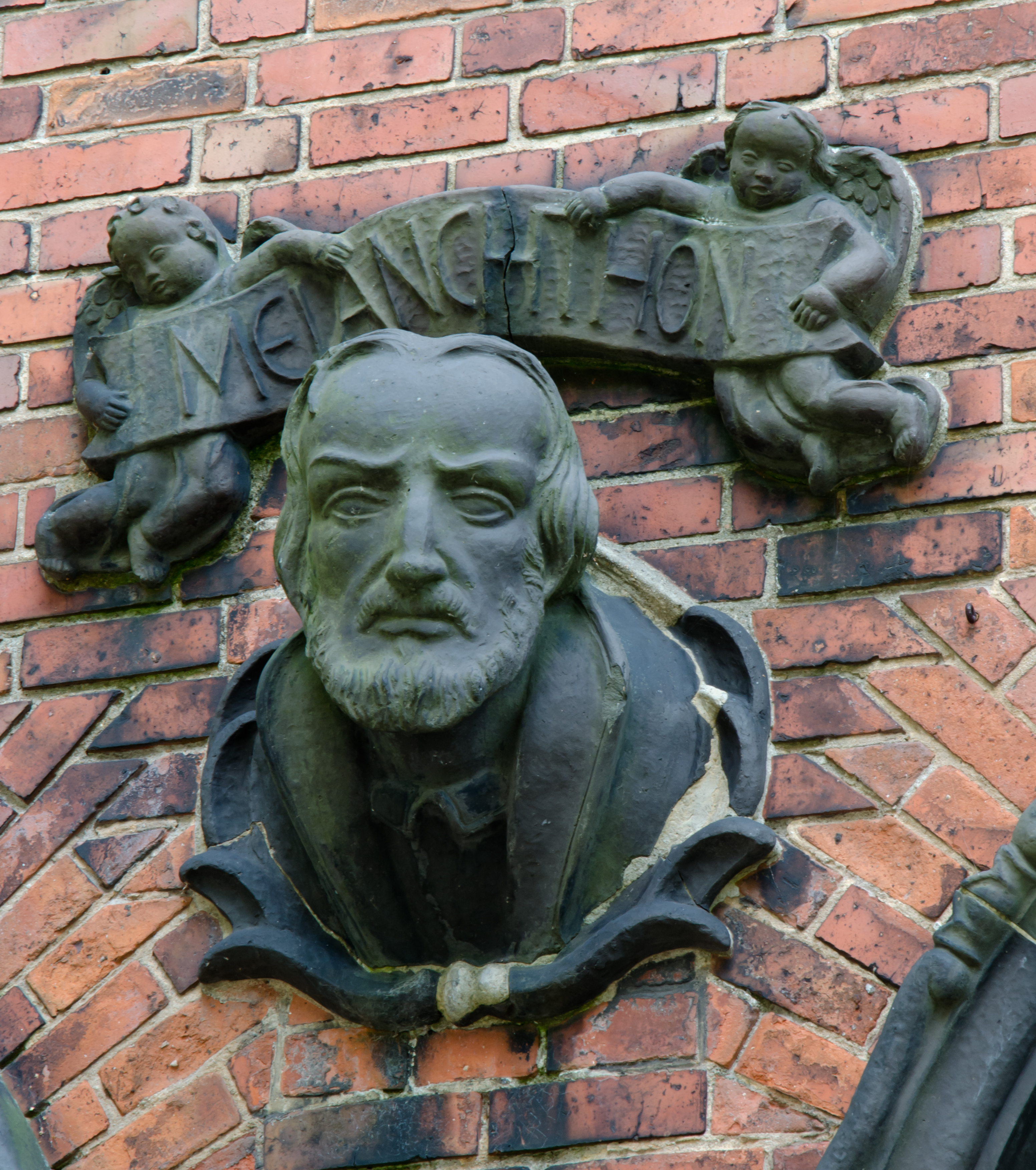
Melanchtonplastik
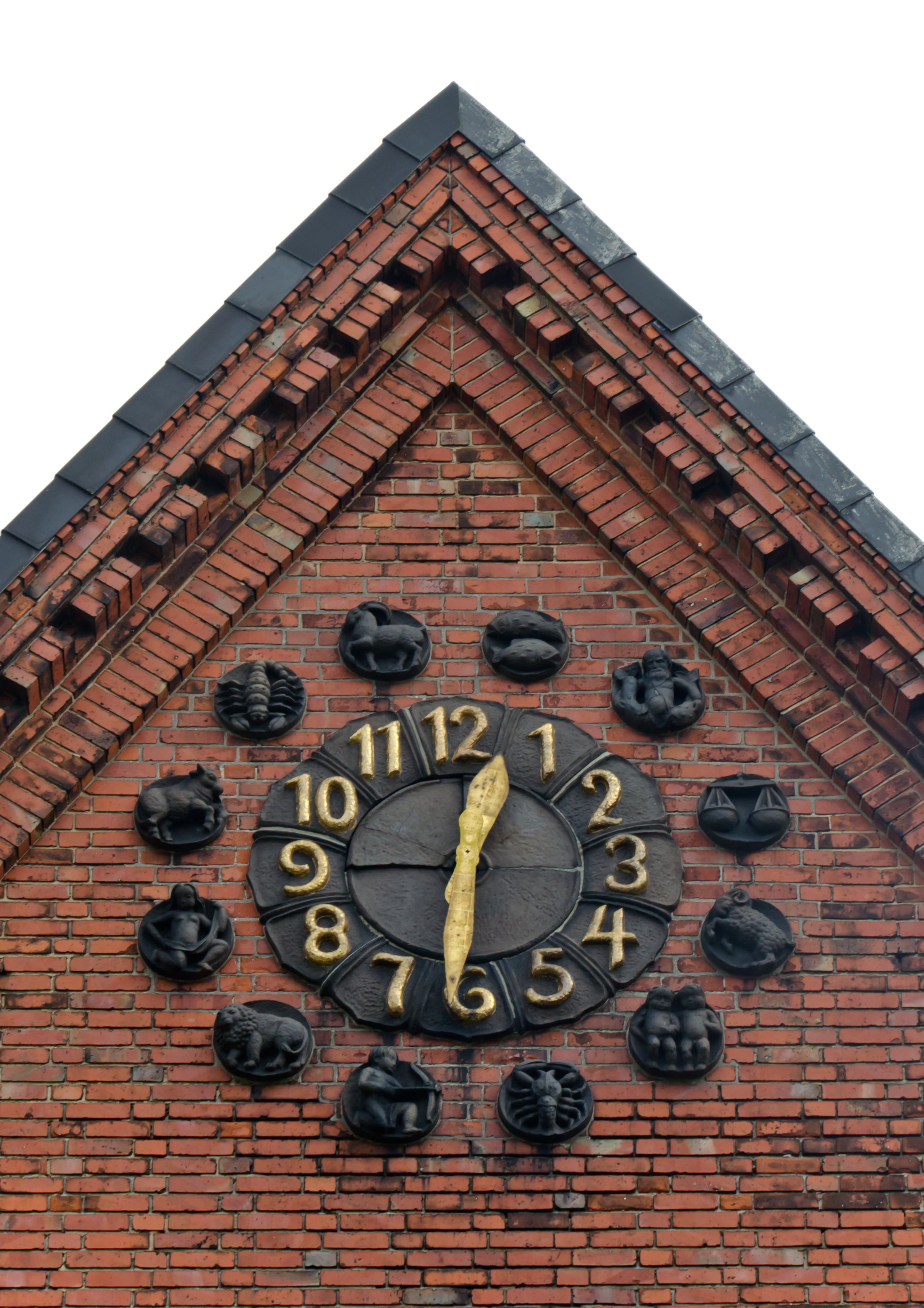
Uhr mit Tierkreiszeichen
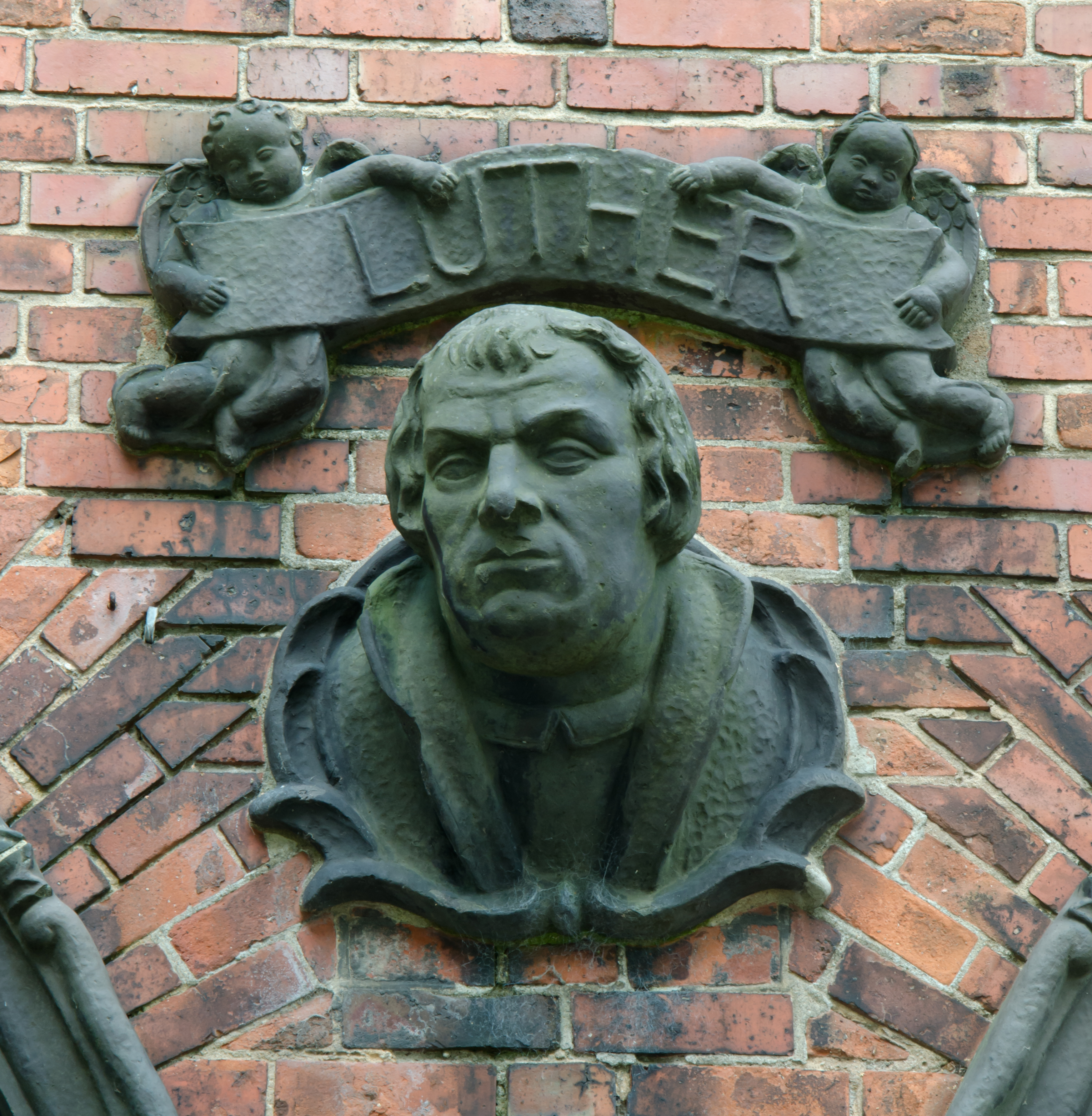
Lutherplastik
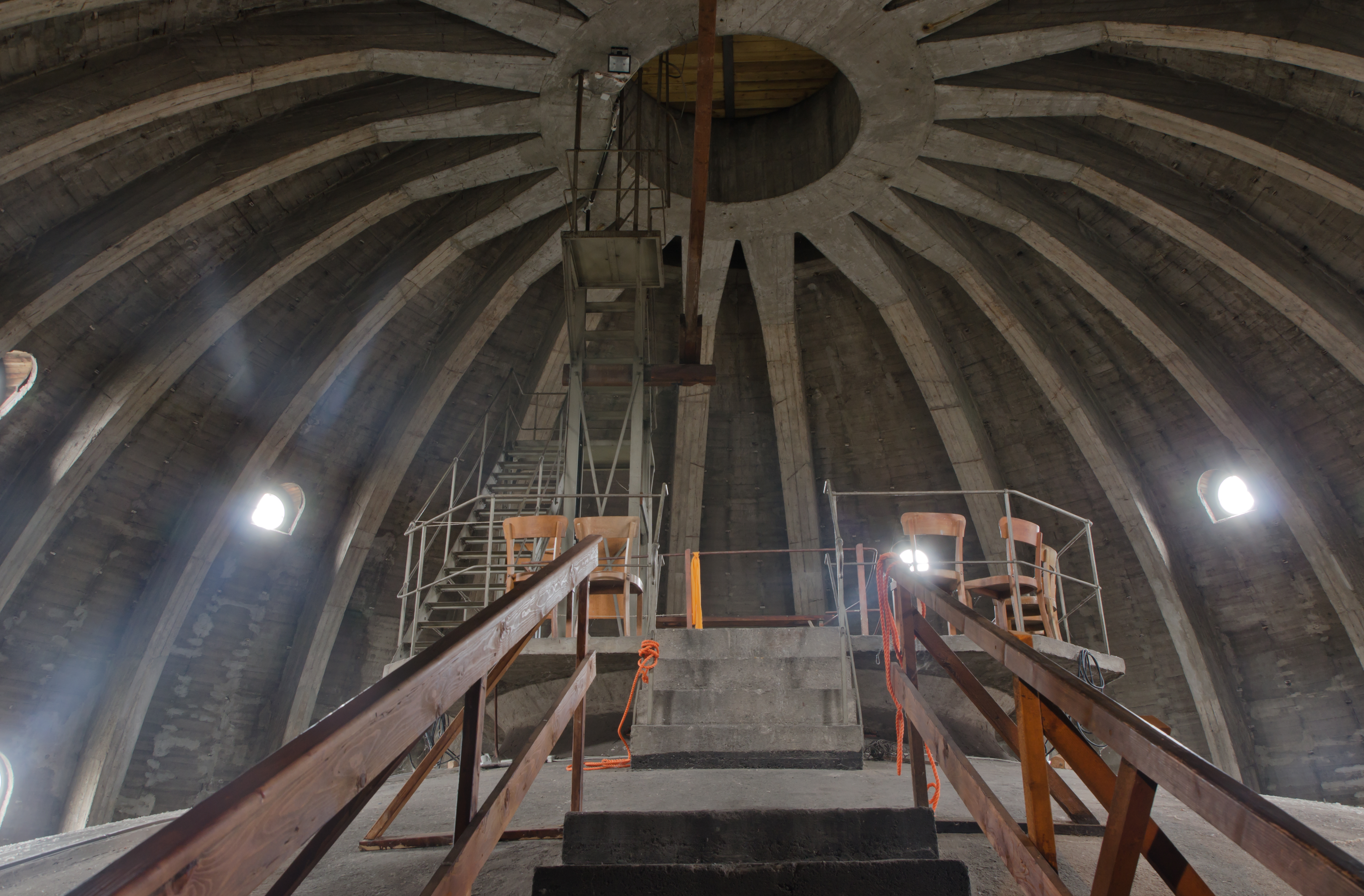
Raum zwischen innerer und äußerer Kuppel

## Ausstattung

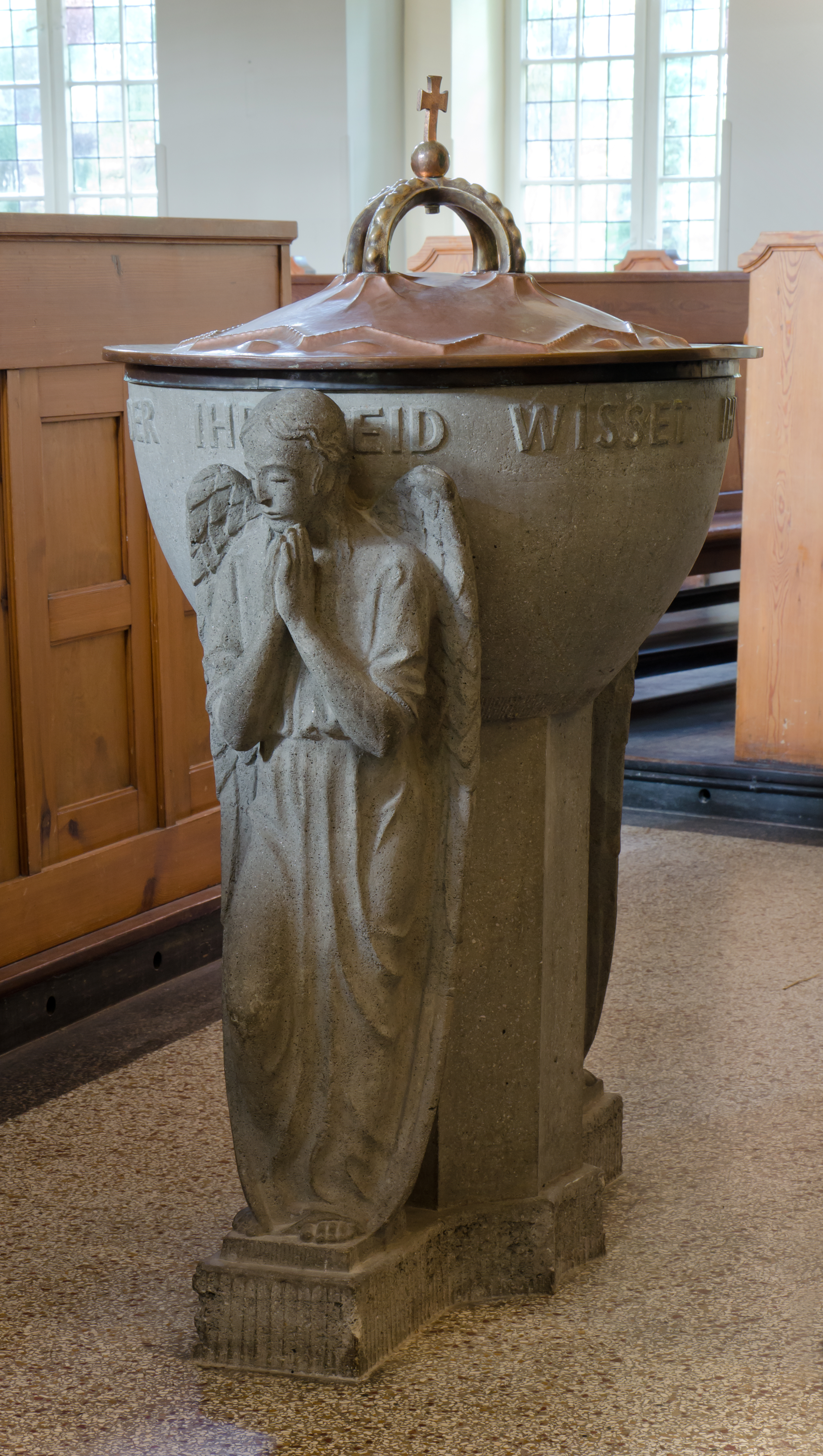
Taufbecken

### Kanzel und Taufbecken
Die Kanzel aus Naturstein ist eine Stiftung des früheren Kirchenvorstandes Heinrich Dreckmann. Auf der Stirnseite ist ein Adler und die Inschrift Die auf den Herrn harren, kriegen neue Kraft, dass sie auffahren mit Flügeln wie Adler abgebildet. Beides wird durch das derzeitige Paramenttuch verdeckt und ist daher nicht sichtbar.
Direkt vor der Kanzel befindet sich das aus Kunststein gefertigte Taufbecken. Zwei Seiten sind jeweils durch eine betende Engelsfigur verziert, und am oberen Rand befindet sich eine umlaufende Inschrift Wisset ihr nicht, welches Geistes Kinder ihr seid? Als Schutz gegen Verunreinigungen besitzt das Taufbecken einen gekrönten Deckel aus Metall.

### Altarraum
Der Altar besteht aus Kunststein. Das Altarbild wurde als Mosaik ausgeführt und stammt von Axel Bünz. Dargestellt wird darauf in Anlehnung an das Siegel der Auferstehungskirche der Weg nach Golgata mit den drei Kreuzen und der Ostersonne im Hintergrund. Die hellen Gebäude am Rand stehen für die Tempelbauten und Türme von Jerusalem. Unter dem Altarbild befindet sich eine aus Lindenholz geschnitzte Darstellung des Abendmahls von Richard Kuöhl, flankiert durch die Sprüche Lasset euch versöhnen mit Gott und Die Liebe Christi dringet uns also.
Rechts vom Altar ist der durch einen Vorhang verschlossene Zugang zur Sakristei, auf der gegenüberliegenden Seite ist eine InschrIft angebracht:
Opfer zweier Weltkriege – Männer Frauen Kinder – dahingerafft auf Schlachtfeldern – in der Heimat auf der Flucht – in der Gefangenschaft – die Gestalt dieser Welt vergeht – Aber des Herrn Wort bleibt – in Ewigkeit.
Früher befand sich auf dieser Seite des Altarraumes ein durch einen sterbenden Krieger dargestelltes Ehrenmal. Korrespondierend zu der heutigen Inschrift im Altarraum wurde auf Anregung von Ralph Giordano anlässlich eines Besuches der Kirche im Jahr 2008 eine zweite Inschrift an der Südwand der Kirche enthüllt, die den Kreis der zu gedenkenden Menschen erweitert.

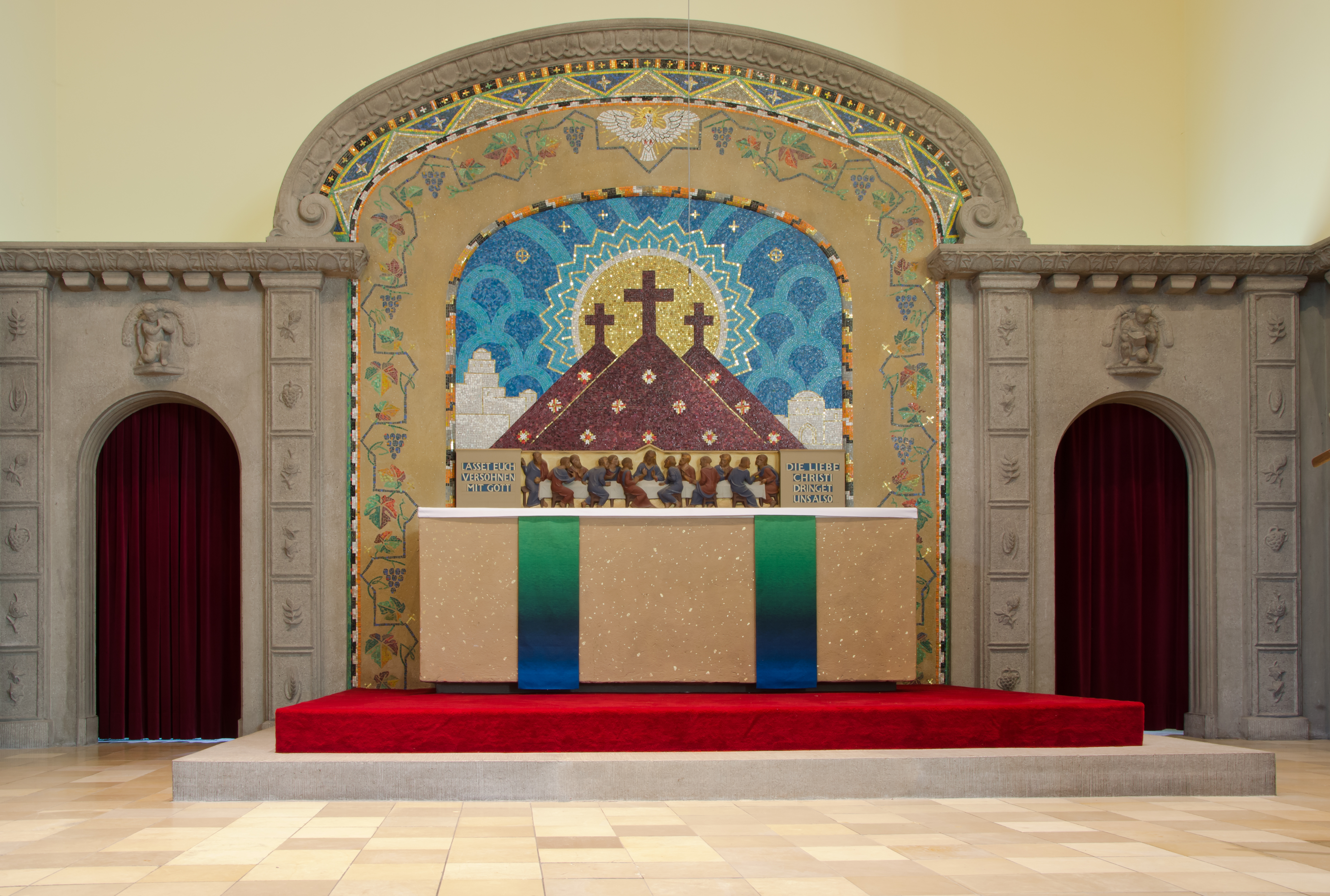
Altar
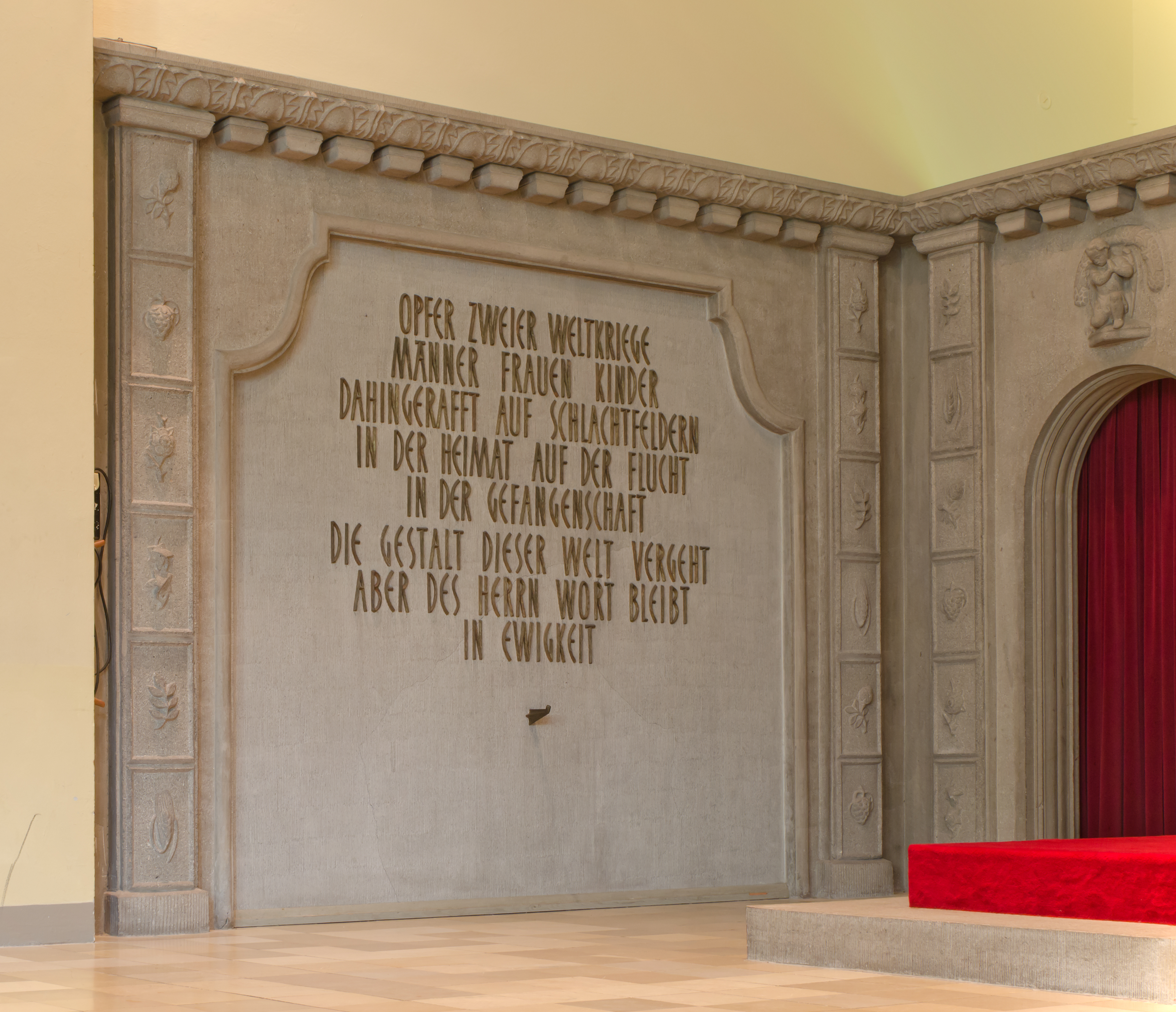
Inschrift im Altarraum
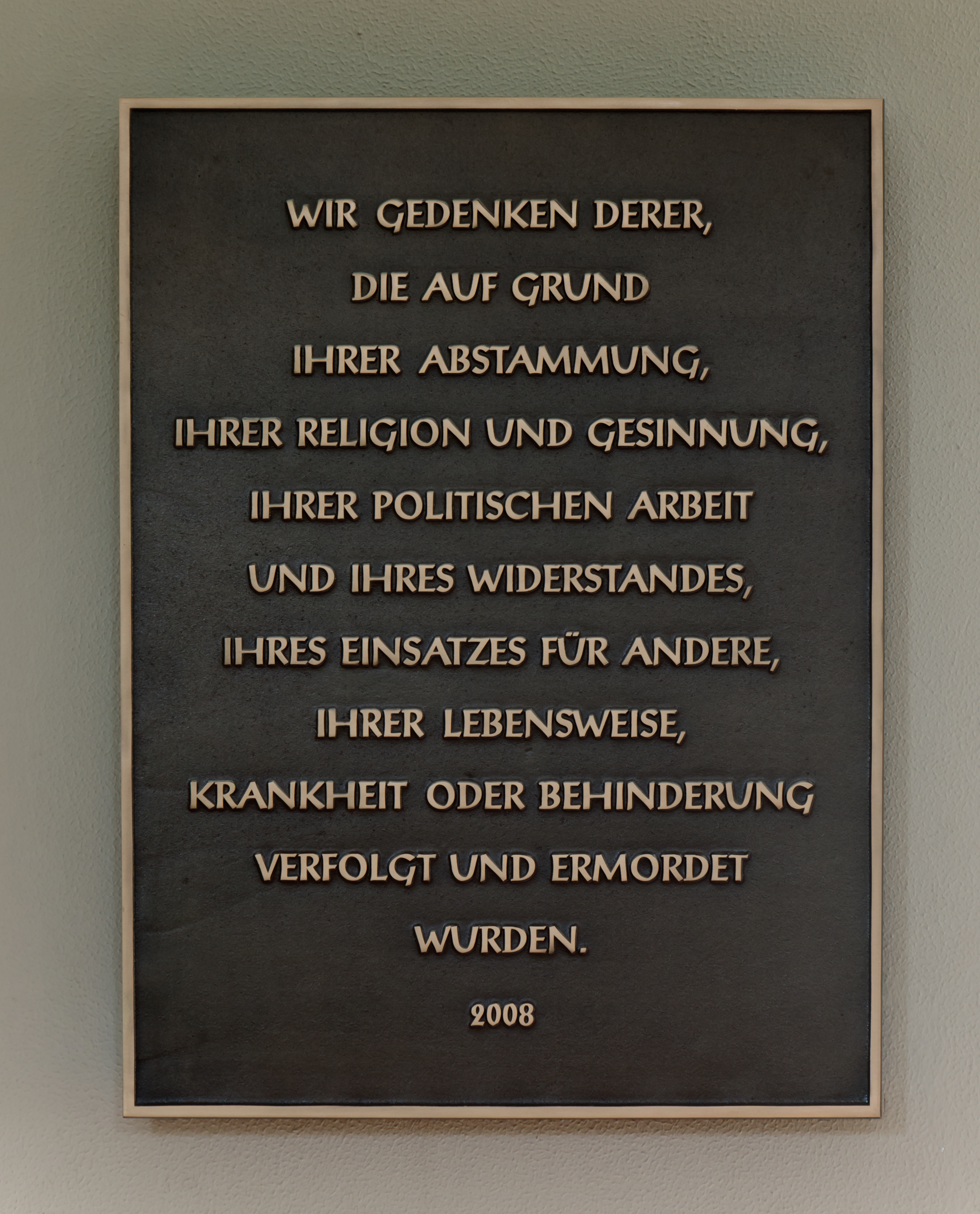
Gedenktafel aus dem Kirchenschiff

### Orgel

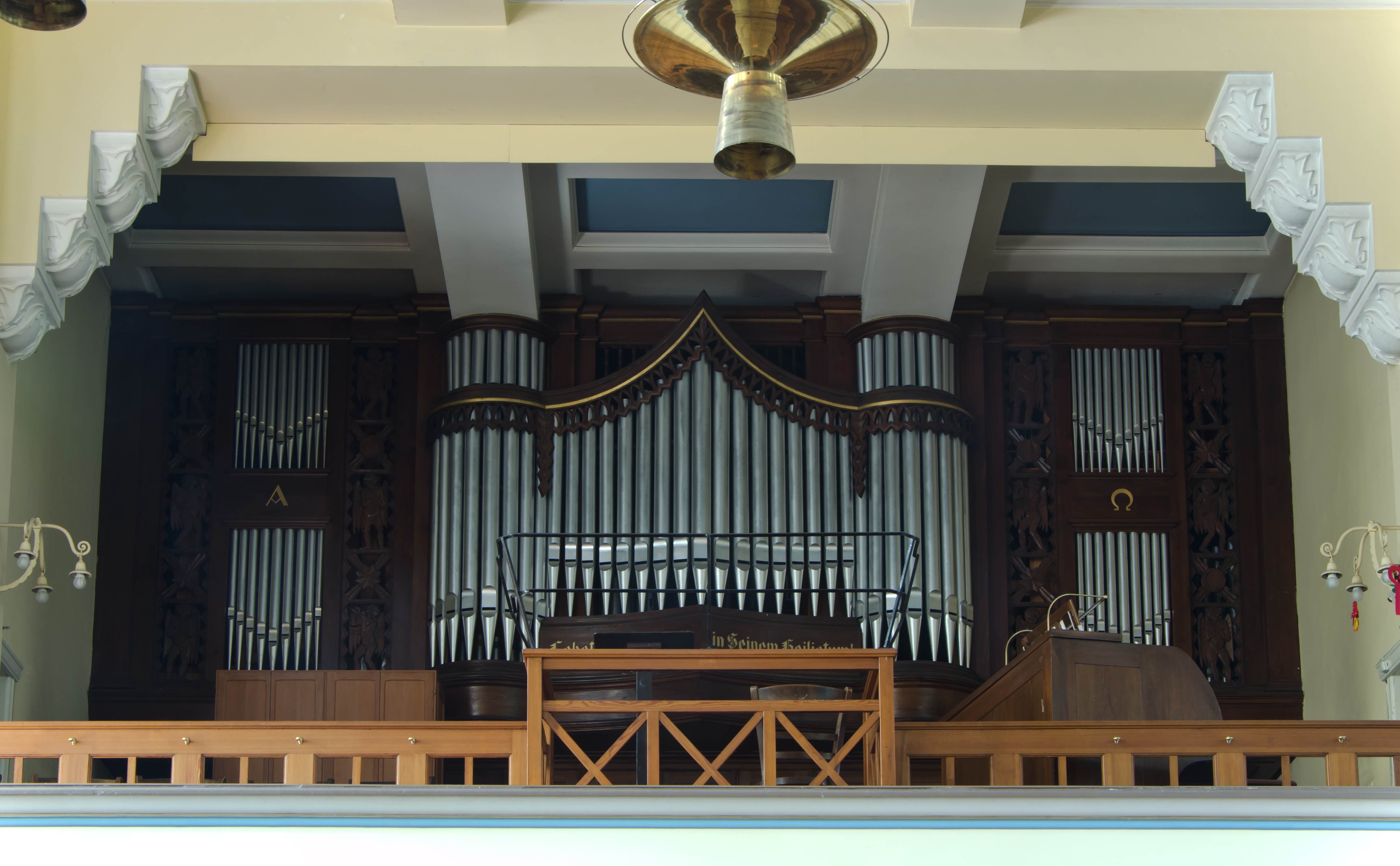
Orgel

Die Orgel wurde 1924 von der Orgelbaufirma Walcker angefertigt und ist eine der größten und wertvollsten Orgeln der Region. Ein erster größerer Umbau erfolgte 1954 durch die Firma Kemper. Durch die Firma G. F. Steinmeyer & Co. wurde die Orgel 1965 erneut umgebaut und in diesem Zuge elektrifiziert. 1993 tauschte die Firma Heinz Hoffmann Orgelbau weitere zwei Register aus.
Die Orgel besitzt rund 2.600 Pfeifen in 38 klingenden Registern auf drei Manualen und Pedal. Sie verfügt über elektrische Spiel- und Registertraktur. Die sichtbaren, sogenannten Prospektpfeifen sind lediglich als Zierpfeifen gebaut und stehen nicht auf einem Windkanal. Die aktuelle Disposition des Instruments lautet wie folgt:
| I Hauptwerk |            |        |
| 1.          | Quintade   | 16′    |
| 2.          | Prinzipal  | 8′     |
| 3.          | Flöte      | 8′     |
| 4.          | Oktave     | 4′     |
| 5.          | Rohrflöte  | 4′     |
| 6.          | Quinte     | 2 ⁄3′  |
| 7.          | Oktave     | 2′     |
| 8.          | Waldflöte  | 2′     |
| 9.          | Terz       | 1 3⁄5′ |
| 10.         | Mixtur VI0 | 1 ⁄3′  |
| 11.         | Trompete   | 8′     |

| II Positiv |               |      |
| 12.        | Hohlflöte     | 8′   |
| 13.        | Quintade      | 8′   |
| 14.        | Prinzipal     | 4′   |
| 15.        | Gedeckt       | 4′   |
| 16.        | Nachthorn     | 2′   |
| 17.        | Glöckleinton0 | 1′   |
| 18.        | Zimbel        | 1⁄2′ |
| 19.        | Terzian II    |      |
| 20.        | Scharff IV    |      |
| 21.        | Dulcian       | 16′  |
| 22.        | Regal         | 8′   |

| III Schwellwerk |                  |       |
| 23.             | Gedeckt          | 16′   |
| 24.             | Gemshorn         | 8′    |
| 25.             | Gedeckt          | 8′    |
| 26.             | Blockflöte       | 4′    |
| 27.             | Prinzipal        | 2′    |
| 28.             | Schwiegel        | 1 ⁄3′ |
| 29.             | Sesquialtera II0 |       |
| 30.             | Zimbel II        |       |

| Pedal |                  |       |
| 31.   | Subbaß           | 16′   |
| 32.   | Untersatz        | 16′   |
| 33.   | Oktavbaß         | 8′    |
| 34.   | Gedecktbaß       | 8′    |
| 35.   | Offenflöte       | 4′    |
| 36.   | Prinzipal        | 2′    |
| 37.   | Rauschpfeife IV0 | 2 ⁄3′ |
| 38.   | Posaune          | 16′   |

- Koppeln: Normalkoppeln II/I, III/I, III/II, I/P, II/P, III/P
- Spielhilfen: 3 freie Kombinationen, 1 freie Pedalkombination

### Glocken
Im Kirchturm befinden sich zwei vom Bochumer Verein gegossene Glocken aus Klangstahl. Die Grundtöne liegen bei D und F, so dass beim Läuten der Dreiklang D – F – As entsteht.